# Tgk Dibanda Pirak
Tgk Dibanda Pirak is een bestuurslaag in het regentschap Aceh Utara van de provincie Atjeh, Indonesië. Tgk Dibanda Pirak telt 174 inwoners (volkstelling 2010).